# Peter Larsson (sångare)
Claes Peter Larsson, född 1 juli 1977, är gitarrist och sångare i dansbandet Larz-Kristerz som bildades 2001. Han deltog hösten 2008 i SVT:s program Dansbandskampen tillsammans med sin orkester. Larsson har även skrivit låten "Är din kärlek sann, Susanne?" som finns med på albumet Stuffparty 2, och "Den som älskar" som finns med på Små ord av guld. Larsson har även spelat in skivor med country- och rockabilly-bandet Big Crow Pete & the Big Creek Boys. Han medverkade även vid inspelningen av Vi kan alla göra nåt!, ett välgörenhetsprojekt till förmån för offren vid Jordbävningen i Haiti 2010. Peter Larsson och Sören "Sulo" Karlsson belönades 2014 med Guldklaven i kategorin Årets låt för sin komposition Det måste gå att dansa till.. Larsson utsågs till årets sångare vid Guldklaven 2019.

## Diskografi

### Album
- All by my lonesome  - 2000 (Big Crow Pete & the Big Creek Boys)
- Let's dance - 2002 (Big Crow Pete & the Big Creek Boys)
- Stuffparty 1 - 2003 (Larz-Kristerz)
- Stuffparty 2 - 2004 (Larz-Kristerz)
- Stuffparty 3 - 2007 (Larz-Kristerz)
- Hem till dig - 2009 (Larz-Kristerz)
- Om du vill - 2009 (Larz-Kristerz)
- Små ord av guld - 2010 (Larz-Kristerz)
- Det måste gå att dansa till - 2013 (Larz-Kristerz)
- 40 mil från Stureplan - 2014 (Larz-Kristerz)

### Singlar
- Carina - 2009 (Larz-Kristerz)
- Hem till dig - 2009 (Larz-Kristerz)

## Filmografi
- 2008 -  Dansbandskampen
- 2009 -  Babben & Co
- 2009 -  Allsång på skansen
- 2010 -  Så Ska Det Låta
- 2019 -  Stjärnornas stjärna